# Civitella Roveto
Civitella Roveto är en ort och kommun i provinsen L'Aquila i regionen Abruzzo i Italien. Kommunen hade 3 157 invånare (2018).